# Ramphotyphlops polygrammicus
Ramphotyphlops polygrammicus là một loài rắn trong họ Typhlopidae. Loài này được Schlegel mô tả khoa học đầu tiên năm 1839.